# 24 uur van Daytona 2022
De 24 uur van Daytona 2022 (officieel de 2022 Rolex 24 at Daytona) was de 60e editie van deze endurancerace. De race werd verreden op 29 en 30 januari 2022 op de Daytona International Speedway nabij Daytona Beach, Florida.
De race werd gewonnen door de Meyer Shank Racing with Curb-Agajanian #60 van Tom Blomqvist, Hélio Castroneves, Oliver Jarvis en Simon Pagenaud. Voor Blomqvist, Jarvis en Pagenaud was het hun eerste Daytona-zege, terwijl Castroneves zijn tweede overwinning in de race behaalde. De LMP2-klasse werd gewonnen door de DragonSpeed USA #81 van Devlin DeFrancesco, Colton Herta, Eric Lux en Patricio O'Ward. De LMP3-klasse werd gewonnen door de Riley Motorsports #74 van Kay van Berlo, Michael Cooper, Felipe Fraga en Gar Robinson. De GTD Pro-klasse werd gewonnen door de Pfaff Motorsports #9 van Matt Campbell, Mathieu Jaminet en Felipe Nasr. De GTD-klasse werd gewonnen door de Wright Motorsports #16 van Ryan Hardwick, Jan Heylen, Richard Lietz en Zacharie Robichon.
Voorafgaand aan de hoofdrace werd er een kwalificatierace verreden. Deze werd gewonnen door de Konica Minolta Acura ARX-05 #10 van Ricky Taylor en Filipe Albuquerque; deze inschrijving mocht de hoofdrace vanaf pole position vertrekken.

## Kwalificatierace
Winnaars in hun klasse zijn vetgedrukt. De #79 WeatherTech Racing, de #97 WeatherTech Racing en de #16 Wright Motorsports kregen vijftig seconden tijdstraf omdat zij niet aan het bandenreglement voldeden.
| Pos. | Klasse  | No. | Team                                   | Coureurs                                | Chassis                            | Banden | Ronden |
| Pos. | Klasse  | No. | Team                                   | Coureurs                                | Motor                              | Banden | Ronden |
| ---- | ------- | --- | -------------------------------------- | --------------------------------------- | ---------------------------------- | ------ | ------ |
| 1    | DPi     | 10  | Konica Minolta Acura ARX-05            | Ricky Taylor Filipe Albuquerque         | Acura ARX-05                       | M      | 61     |
| 1    | DPi     | 10  | Konica Minolta Acura ARX-05            | Ricky Taylor Filipe Albuquerque         | Acura AR35TT 3.5 L Turbo V6        | M      | 61     |
| 2    | DPi     | 5   | JDC-Miller MotorSports                 | Tristan Vautier Richard Westbrook       | Cadillac DPi-V.R                   | M      | 61     |
| 2    | DPi     | 5   | JDC-Miller MotorSports                 | Tristan Vautier Richard Westbrook       | Cadillac 5.5 L V8                  | M      | 61     |
| 3    | DPi     | 48  | Ally Cadillac                          | Kamui Kobayashi Jimmie Johnson          | Cadillac DPi-V.R                   | M      | 61     |
| 3    | DPi     | 48  | Ally Cadillac                          | Kamui Kobayashi Jimmie Johnson          | Cadillac 5.5 L V8                  | M      | 61     |
| 4    | DPi     | 60  | Meyer Shank Racing with Curb-Agajanian | Oliver Jarvis Tom Blomqvist             | Acura ARX-05                       | M      | 61     |
| 4    | DPi     | 60  | Meyer Shank Racing with Curb-Agajanian | Oliver Jarvis Tom Blomqvist             | Acura AR35TT 3.5 L Turbo V6        | M      | 61     |
| 5    | DPi     | 01  | Cadillac Racing                        | Renger van der Zande Sébastien Bourdais | Cadillac DPi-V.R                   | M      | 61     |
| 5    | DPi     | 01  | Cadillac Racing                        | Renger van der Zande Sébastien Bourdais | Cadillac 5.5 L V8                  | M      | 61     |
| 6    | DPi     | 02  | Cadillac Racing                        | Earl Bamber Alex Lynn                   | Cadillac DPi-V.R                   | M      | 61     |
| 6    | DPi     | 02  | Cadillac Racing                        | Earl Bamber Alex Lynn                   | Cadillac 5.5 L V8                  | M      | 61     |
| 7    | DPi     | 31  | Whelen Engineering Racing              | Pipo Derani Tristan Nunez               | Cadillac DPi-V.R                   | M      | 61     |
| 7    | DPi     | 31  | Whelen Engineering Racing              | Pipo Derani Tristan Nunez               | Cadillac 5.5 L V8                  | M      | 61     |
| 8    | LMP2    | 52  | PR1/Mathiasen Motorsports              | Ben Keating Mikkel Jensen               | Oreca 07                           | M      | 60     |
| 8    | LMP2    | 52  | PR1/Mathiasen Motorsports              | Ben Keating Mikkel Jensen               | Gibson Technology GK428 4.2 L V8   | M      | 60     |
| 9    | LMP2    | 11  | PR1/Mathiasen Motorsports              | Steven Thomas Jonathan Bomarito         | Oreca 07                           | M      | 60     |
| 9    | LMP2    | 11  | PR1/Mathiasen Motorsports              | Steven Thomas Jonathan Bomarito         | Gibson Technology GK428 4.2 L V8   | M      | 60     |
| 10   | LMP2    | 68  | G-Drive Racing by APR                  | François Heriau René Rast               | Aurus 01                           | M      | 60     |
| 10   | LMP2    | 68  | G-Drive Racing by APR                  | François Heriau René Rast               | Gibson Technology GK428 4.2 L V8   | M      | 60     |
| 11   | LMP2    | 20  | High Class Racing                      | Dennis Andersen Fabio Scherer           | Oreca 07                           | M      | 60     |
| 11   | LMP2    | 20  | High Class Racing                      | Dennis Andersen Fabio Scherer           | Gibson Technology GK428 4.2 L V8   | M      | 60     |
| 12   | LMP2    | 81  | DragonSpeed USA                        | Eric Lux Devlin DeFrancesco             | Oreca 07                           | M      | 60     |
| 12   | LMP2    | 81  | DragonSpeed USA                        | Eric Lux Devlin DeFrancesco             | Gibson Technology GK428 4.2 L V8   | M      | 60     |
| 13   | LMP2    | 29  | Racing Team Nederland                  | Frits van Eerd Dylan Murray             | Oreca 07                           | M      | 60     |
| 13   | LMP2    | 29  | Racing Team Nederland                  | Frits van Eerd Dylan Murray             | Gibson Technology GK428 4.2 L V8   | M      | 60     |
| 14   | LMP2    | 69  | G-Drive Racing by APR                  | John Falb James Allen                   | Aurus 01                           | M      | 59     |
| 14   | LMP2    | 69  | G-Drive Racing by APR                  | John Falb James Allen                   | Gibson Technology GK428 4.2 L V8   | M      | 59     |
| 15   | LMP2    | 8   | Tower Motorsport                       | John Farano Louis Delétraz              | Oreca 07                           | M      | 59     |
| 15   | LMP2    | 8   | Tower Motorsport                       | John Farano Louis Delétraz              | Gibson Technology GK428 4.2 L V8   | M      | 59     |
| 16   | LMP2    | 22  | United Autosports                      | James McGuire Will Owen                 | Oreca 07                           | M      | 59     |
| 16   | LMP2    | 22  | United Autosports                      | James McGuire Will Owen                 | Gibson Technology GK428 4.2 L V8   | M      | 59     |
| 17   | LMP3    | 36  | Andretti Autosport                     | Jarett Andretti Josh Burdon             | Ligier JS P320                     | M      | 57     |
| 17   | LMP3    | 36  | Andretti Autosport                     | Jarett Andretti Josh Burdon             | Nissan VK56DE 5.6L V8              | M      | 57     |
| 18   | LMP3    | 6   | Muhlner Motorsports America            | Mortiz Kranz Ayrton Ori                 | Duqueine M30 - D08                 | M      | 56     |
| 18   | LMP3    | 6   | Muhlner Motorsports America            | Mortiz Kranz Ayrton Ori                 | Nissan VK56DE 5.6L V8              | M      | 56     |
| 19   | LMP3    | 13  | AWA                                    | Orey Fidani Kuno Wittmer                | Duqueine M30 - D08                 | M      | 56     |
| 19   | LMP3    | 13  | AWA                                    | Orey Fidani Kuno Wittmer                | Nissan VK56DE 5.6L V8              | M      | 56     |
| 20   | GTD Pro | 63  | TR3 Racing                             | Andrea Caldarelli Mirko Bortolotti      | Lamborghini Huracán GT3 Evo        | M      | 56     |
| 20   | GTD Pro | 63  | TR3 Racing                             | Andrea Caldarelli Mirko Bortolotti      | Lamborghini 5.2 L V10              | M      | 56     |
| 21   | GTD Pro | 9   | Pfaff Motorsports                      | Mathieu Jaminet Felipe Nasr             | Porsche 911 GT3 R                  | M      | 56     |
| 21   | GTD Pro | 9   | Pfaff Motorsports                      | Mathieu Jaminet Felipe Nasr             | Porsche MA1.76/MDGG.G 4.0 L Flat 6 | M      | 56     |
| 22   | GTD     | 57  | Winward Racing                         | Russell Ward Lucas Auer                 | Mercedes-AMG GT3 Evo               | M      | 56     |
| 22   | GTD     | 57  | Winward Racing                         | Russell Ward Lucas Auer                 | Mercedes-AMG M159 6.2 L V8         | M      | 56     |
| 23   | GTD     | 59  | Crucial Motorsports                    | Jon Miller Paul Holton                  | McLaren 720S GT3                   | M      | 56     |
| 23   | GTD     | 59  | Crucial Motorsports                    | Jon Miller Paul Holton                  | McLaren M840T 4.0L Turbo V8        | M      | 56     |
| 24   | GTD Pro | 15  | Proton USA                             | Dirk Müller Austin Cindric              | Mercedes-AMG GT3 Evo               | M      | 56     |
| 24   | GTD Pro | 15  | Proton USA                             | Dirk Müller Austin Cindric              | Mercedes-AMG M159 6.2 L V8         | M      | 56     |
| 25   | GTD Pro | 23  | Heart of Racing Team                   | Ross Gunn Alex Riberas                  | Aston Martin Vantage AMR GT3       | M      | 55     |
| 25   | GTD Pro | 23  | Heart of Racing Team                   | Ross Gunn Alex Riberas                  | Aston Martin 4.0 L Turbo V8        | M      | 55     |
| 26   | GTD Pro | 14  | VasserSullivan                         | Ben Barnicoat Kyle Kirkwood             | Lexus RC F GT3                     | M      | 55     |
| 26   | GTD Pro | 14  | VasserSullivan                         | Ben Barnicoat Kyle Kirkwood             | Toyota 2UR 5.0 L V8                | M      | 55     |
| 27   | GTD     | 12  | VasserSullivan                         | Frankie Montecalvo Townsend Bell        | Lexus RC F GT3                     | M      | 55     |
| 27   | GTD     | 12  | VasserSullivan                         | Frankie Montecalvo Townsend Bell        | Toyota 2UR 5.0 L V8                | M      | 55     |
| 28   | GTD     | 75  | SunEnergy1                             | Kenny Habul Raffaele Marciello          | Mercedes-AMG GT3 Evo               | M      | 55     |
| 28   | GTD     | 75  | SunEnergy1                             | Kenny Habul Raffaele Marciello          | Mercedes-AMG M159 6.2 L V8         | M      | 55     |
| 29   | GTD     | 32  | Gilbert Korthoff Racing                | Mike Skeen Guy Cosmo                    | Mercedes-AMG GT3 Evo               | M      | 55     |
| 29   | GTD     | 32  | Gilbert Korthoff Racing                | Mike Skeen Guy Cosmo                    | Mercedes-AMG M159 6.2 L V8         | M      | 55     |
| 30   | GTD Pro | 3   | Corvette Racing                        | Antonio García Jordan Taylor            | Chevrolet Corvette C8.R GTD        | M      | 55     |
| 30   | GTD Pro | 3   | Corvette Racing                        | Antonio García Jordan Taylor            | Chevrolet 5.5 L V8                 | M      | 55     |
| 31   | GTD     | 28  | Alegra Motorsports                     | Michael de Quesada Linus Lundqvist      | Mercedes-AMG GT3 Evo               | M      | 55     |
| 31   | GTD     | 28  | Alegra Motorsports                     | Michael de Quesada Linus Lundqvist      | Mercedes-AMG M159 6.2 L V8         | M      | 55     |
| 32   | GTD     | 70  | Inception Racing                       | Brendan Iribe Ollie Millroy             | McLaren 720S GT3                   | M      | 55     |
| 32   | GTD     | 70  | Inception Racing                       | Brendan Iribe Ollie Millroy             | McLaren M840T 4.0 L Turbo V8       | M      | 55     |
| 33   | LMP3    | 7   | Forty7 Motorsports                     | Mark Kvamme Antoine Doquin              | Duqueine M30 - D08                 | M      | 55     |
| 33   | LMP3    | 7   | Forty7 Motorsports                     | Mark Kvamme Antoine Doquin              | Nissan VK56DE 5.6L V8              | M      | 55     |
| 34   | GTD     | 39  | CarBahn with Peregrine Racing          | Robert Megennis Sandy Mitchell          | Lamborghini Huracán GT3 Evo        | M      | 55     |
| 34   | GTD     | 39  | CarBahn with Peregrine Racing          | Robert Megennis Sandy Mitchell          | Lamborghini 5.2 L V10              | M      | 55     |
| 35   | GTD Pro | 4   | Corvette Racing                        | Tommy Milner Marco Sørensen             | Chevrolet Corvette C8.R GTD        | M      | 55     |
| 35   | GTD Pro | 4   | Corvette Racing                        | Tommy Milner Marco Sørensen             | Chevrolet 5.5 L V8                 | M      | 55     |
| 36   | GTD Pro | 79  | WeatherTech Racing                     | Julien Andlauer Alessio Picariello      | Porsche 911 GT3 R                  | M      | 55     |
| 36   | GTD Pro | 79  | WeatherTech Racing                     | Julien Andlauer Alessio Picariello      | Porsche MA1.76/MDGG.G 4.0 L Flat 6 | M      | 55     |
| 37   | GTD Pro | 97  | WeatherTech Racing                     | Maro Engel Jules Gounon                 | Mercedes-AMG GT3 Evo               | M      | 55     |
| 37   | GTD Pro | 97  | WeatherTech Racing                     | Maro Engel Jules Gounon                 | Mercedes-AMG M159 6.2 L V8         | M      | 55     |
| 38   | GTD     | 44  | Magnus Racing                          | John Potter Andy Lally                  | Aston Martin Vantage AMR GT3       | M      | 55     |
| 38   | GTD     | 44  | Magnus Racing                          | John Potter Andy Lally                  | Aston Martin 4.0 L Turbo V8        | M      | 55     |
| 39   | GTD     | 98  | Northwest AMR                          | Paul Dalla Lana David Pittard           | Aston Martin Vantage AMR GT3       | M      | 55     |
| 39   | GTD     | 98  | Northwest AMR                          | Paul Dalla Lana David Pittard           | Aston Martin 4.0 L Turbo V8        | M      | 55     |
| 40   | GTD Pro | 2   | KCMG                                   | Patrick Pilet Alexandre Imperatori      | Porsche 911 GT3 R                  | M      | 55     |
| 40   | GTD Pro | 2   | KCMG                                   | Patrick Pilet Alexandre Imperatori      | Porsche MA1.76/MDGG.G 4.0 L Flat 6 | M      | 55     |
| 41   | GTD     | 16  | Wright Motorsports                     | Ryan Hardwick Jan Heylen                | Porsche 911 GT3 R                  | M      | 55     |
| 41   | GTD     | 16  | Wright Motorsports                     | Ryan Hardwick Jan Heylen                | Porsche MA1.76/MDGG.G 4.0 L Flat 6 | M      | 55     |
| 42   | GTD     | 47  | Cetilar Racing                         | Roberto Lacorte Alessio Rovera          | Ferrari 488 GT3 Evo 2020           | M      | 55     |
| 42   | GTD     | 47  | Cetilar Racing                         | Roberto Lacorte Alessio Rovera          | Ferrari F154CB 3.9 L Turbo V8      | M      | 55     |
| 43   | GTD Pro | 62  | Risi Competizione                      | Daniel Serra Davide Rigon               | Ferrari 488 GT3 Evo 2020           | M      | 55     |
| 43   | GTD Pro | 62  | Risi Competizione                      | Daniel Serra Davide Rigon               | Ferrari F154CB 3.9 L Turbo V8      | M      | 55     |
| 44   | GTD Pro | 25  | BWM Team RLL                           | Connor De Phillippi John Edwards        | BMW M4 GT3                         | M      | 55     |
| 44   | GTD Pro | 25  | BWM Team RLL                           | Connor De Phillippi John Edwards        | BMW S58B30T0 3.0 L Twin-Turbo I6   | M      | 55     |
| 45   | GTD     | 19  | TR3 Racing                             | John Megrue Jeff Segal                  | Lamborghini Huracán GT3 Evo        | M      | 55     |
| 45   | GTD     | 19  | TR3 Racing                             | John Megrue Jeff Segal                  | Lamborghini 5.2 L V10              | M      | 55     |
| 46   | GTD Pro | 24  | BMW Team RLL                           | Nick Yelloly Sheldon van der Linde      | BMW M4 GT3                         | M      | 55     |
| 46   | GTD Pro | 24  | BMW Team RLL                           | Nick Yelloly Sheldon van der Linde      | BMW S58B30T0 3.0 L Twin Turbo I6   | M      | 55     |
| 47   | GTD     | 99  | Team Hardpoint                         | Stefan Wilson Nick Boulle               | Porsche 911 GT3 R                  | M      | 55     |
| 47   | GTD     | 99  | Team Hardpoint                         | Stefan Wilson Nick Boulle               | Porsche MA1.76/MDGG.G 4.0 L Flat 6 | M      | 55     |
| 48   | GTD     | 34  | GMG Racing                             | Kyle Washington Klaus Bachler           | Porsche 911 GT3 R                  | M      | 55     |
| 48   | GTD     | 34  | GMG Racing                             | Kyle Washington Klaus Bachler           | Porsche MA1.76/MDGG.G 4.0 L Flat 6 | M      | 55     |
| 49   | GTD     | 66  | Gradient Racing                        | Kyffin Simpson Till Bechtolsheimer      | Acura NSX GT3 Evo22                | M      | 55     |
| 49   | GTD     | 66  | Gradient Racing                        | Kyffin Simpson Till Bechtolsheimer      | Acura 3.5 L Turbo V6               | M      | 55     |
| 50   | GTD     | 21  | AF Corse                               | Luis Pérez Companc Toni Vilander        | Ferrari 488 GT3 Evo 2020           | M      | 54     |
| 50   | GTD     | 21  | AF Corse                               | Luis Pérez Companc Toni Vilander        | Ferrari F154CB 3.9 L Turbo V8      | M      | 54     |
| 51   | LMP3    | 33  | Sean Creech Motorsport                 | João Barbosa Lance Willsey              | Ligier JS P320                     | M      | 54     |
| 51   | LMP3    | 33  | Sean Creech Motorsport                 | João Barbosa Lance Willsey              | Nissan VK56DE 5.6L V8              | M      | 54     |
| 52   | GTD     | 42  | NTE Sport                              | Don Yount Benjamin Hites                | Lamborghini Huracán GT3 Evo        | M      | 53     |
| 52   | GTD     | 42  | NTE Sport                              | Don Yount Benjamin Hites                | Lamborghini 5.2 L V10              | M      | 53     |
| 53   | LMP3    | 26  | Mühlner Motorsports America            | Cameron Shields Ugo de Wilde            | Duqueine M30 - D08                 | M      | 53     |
| 53   | LMP3    | 26  | Mühlner Motorsports America            | Cameron Shields Ugo de Wilde            | Nissan VK56DE 5.6L V8              | M      | 53     |
| DNF  | GTD     | 64  | Team TGM                               | Ted Giovanis Owen Trinkler              | Porsche 911 GT3 R                  | M      | 45     |
| DNF  | GTD     | 64  | Team TGM                               | Ted Giovanis Owen Trinkler              | Porsche MA1.76/MDGG.G 4.0 L Flat 6 | M      | 45     |
| DNF  | LMP2    | 18  | Era Motorsport                         | Dwight Merriman Paul-Loup Chatin        | Oreca 07                           | M      | 38     |
| DNF  | LMP2    | 18  | Era Motorsport                         | Dwight Merriman Paul-Loup Chatin        | Gibson Technology GK428 4.2 L V8   | M      | 38     |
| DNF  | GTD     | 96  | Turner Motorsport                      | Robby Foley Bill Auberlen               | BMW M4 GT3                         | M      | 28     |
| DNF  | GTD     | 96  | Turner Motorsport                      | Robby Foley Bill Auberlen               | BMW S58B30T0 3.0 L Twin Turbo I6   | M      | 28     |
| DNF  | GTD     | 27  | Heart of Racing Team                   | Roman De Angelis Tom Gamble             | Aston Martin Vantage AMR GT3       | M      | 27     |
| DNF  | GTD     | 27  | Heart of Racing Team                   | Roman De Angelis Tom Gamble             | Aston Martin 4.0 L Turbo V8        | M      | 27     |
| DNF  | LMP3    | 38  | Performance Tech Motorsports           | Hikaru Abe Nico Pino                    | Ligier JS P320                     | M      | 22     |
| DNF  | LMP3    | 38  | Performance Tech Motorsports           | Hikaru Abe Nico Pino                    | Nissan VK56DE 5.6L V8              | M      | 22     |
| DNF  | GTD     | 71  | T3 Motorsport North America            | Franck Perera Misha Goikhberg           | Lamborghini Huracán GT3 Evo        | M      | 16     |
| DNF  | GTD     | 71  | T3 Motorsport North America            | Franck Perera Misha Goikhberg           | Lamborghini 5.2 L V10              | M      | 16     |
| DNF  | LMP3    | 74  | Riley Motorsports                      | Gar Robinson Felipe Fraga               | Ligier JS P320                     | M      | 5      |
| DNF  | LMP3    | 74  | Riley Motorsports                      | Gar Robinson Felipe Fraga               | Nissan VK56DE 5.6L V8              | M      | 5      |
| DNS  | LMP3    | 54  | CORE Autosport                         | Jon Bennett George Kurtz                | Ligier JS P320                     | M      | 0      |
| DNS  | LMP3    | 54  | CORE Autosport                         | Jon Bennett George Kurtz                | Nissan VK56DE 5.6L V8              | M      | 0      |

## Hoofdrace
Winnaars in hun klasse zijn vetgedrukt. De #18 Era Motorsport werd teruggezet naar de laatste plaats in de LMP2-klasse omdat Kyle Tilley te kort in de auto heeft gezeten.
| Pos. | Klasse  | No. | Team                                   | Coureurs                                                          | Chassis                           | Banden | Ronden |
| Pos. | Klasse  | No. | Team                                   | Coureurs                                                          | Motor                             | Banden | Ronden |
| ---- | ------- | --- | -------------------------------------- | ----------------------------------------------------------------- | --------------------------------- | ------ | ------ |
| 1    | DPi     | 60  | Meyer Shank Racing with Curb-Agajanian | Tom Blomqvist Hélio Castroneves Oliver Jarvis Simon Pagenaud      | Acura ARX-05                      | M      | 761    |
| 1    | DPi     | 60  | Meyer Shank Racing with Curb-Agajanian | Tom Blomqvist Hélio Castroneves Oliver Jarvis Simon Pagenaud      | Acura AR35TT 3.5 L Turbo V6       | M      | 761    |
| 2    | DPi     | 10  | Konica Minolta Acura                   | Filipe Albuquerque Alexander Rossi Will Stevens Ricky Taylor      | Acura ARX-05                      | M      | 761    |
| 2    | DPi     | 10  | Konica Minolta Acura                   | Filipe Albuquerque Alexander Rossi Will Stevens Ricky Taylor      | Acura AR35TT 3.5 L Turbo V6       | M      | 761    |
| 3    | DPi     | 5   | JDC-Miller MotorSports                 | Loïc Duval Ben Keating Tristan Vautier Richard Westbrook          | Cadillac DPi-V.R                  | M      | 761    |
| 3    | DPi     | 5   | JDC-Miller MotorSports                 | Loïc Duval Ben Keating Tristan Vautier Richard Westbrook          | Cadillac 5.5 L V8                 | M      | 761    |
| 4    | DPi     | 31  | Whelen Engineering Racing              | Mike Conway Pipo Derani Tristan Nunez                             | Cadillac DPi-V.R                  | M      | 761    |
| 4    | DPi     | 31  | Whelen Engineering Racing              | Mike Conway Pipo Derani Tristan Nunez                             | Cadillac 5.5 L V8                 | M      | 761    |
| 5    | LMP2    | 81  | DragonSpeed USA                        | Devlin DeFrancesco Colton Herta Eric Lux Patricio O'Ward          | Oreca 07                          | M      | 751    |
| 5    | LMP2    | 81  | DragonSpeed USA                        | Devlin DeFrancesco Colton Herta Eric Lux Patricio O'Ward          | Gibson GK428 4.2 L V8             | M      | 751    |
| 6    | LMP2    | 29  | Racing Team Nederland                  | Frits van Eerd Giedo van der Garde Dylan Murry Rinus VeeKay       | Oreca 07                          | M      | 751    |
| 6    | LMP2    | 29  | Racing Team Nederland                  | Frits van Eerd Giedo van der Garde Dylan Murry Rinus VeeKay       | Gibson GK428 4.2 L V8             | M      | 751    |
| 7    | LMP2    | 8   | Tower Motorsport                       | Rui Andrade Louis Delétraz John Farano Ferdinand von Habsburg     | Oreca 07                          | M      | 751    |
| 7    | LMP2    | 8   | Tower Motorsport                       | Rui Andrade Louis Delétraz John Farano Ferdinand von Habsburg     | Gibson GK428 4.2 L V8             | M      | 751    |
| 8    | LMP2    | 52  | PR1/Mathiasen Motorsports              | Scott Huffaker Mikkel Jensen Ben Keating Nicolas Lapierre         | Oreca 07                          | M      | 751    |
| 8    | LMP2    | 52  | PR1/Mathiasen Motorsports              | Scott Huffaker Mikkel Jensen Ben Keating Nicolas Lapierre         | Gibson GK428 4.2 L V8             | M      | 751    |
| 9    | LMP2    | 68  | G-Drive Racing by APR                  | François Heriau Ed Jones Oliver Rasmussen René Rast               | Aurus 01                          | M      | 744    |
| 9    | LMP2    | 68  | G-Drive Racing by APR                  | François Heriau Ed Jones Oliver Rasmussen René Rast               | Gibson GK428 4.2 L V8             | M      | 744    |
| 10   | LMP2    | 22  | United Autosports                      | Philip Hanson James McGuire Will Owen Guy Smith                   | Oreca 07                          | M      | 740    |
| 10   | LMP2    | 22  | United Autosports                      | Philip Hanson James McGuire Will Owen Guy Smith                   | Gibson GK428 4.2 L V8             | M      | 740    |
| 11   | DPi     | 48  | Ally Cadillac Racing                   | Jimmie Johnson Kamui Kobayashi José María López Mike Rockenfeller | Cadillac DPi-V.R                  | M      | 739    |
| 11   | DPi     | 48  | Ally Cadillac Racing                   | Jimmie Johnson Kamui Kobayashi José María López Mike Rockenfeller | Cadillac 5.5 L V8                 | M      | 739    |
| 12   | DPi     | 02  | Cadillac Racing                        | Earl Bamber Marcus Ericsson Alex Lynn Kevin Magnussen             | Cadillac DPi-V.R                  | M      | 734    |
| 12   | DPi     | 02  | Cadillac Racing                        | Earl Bamber Marcus Ericsson Alex Lynn Kevin Magnussen             | Cadillac 5.5 L V8                 | M      | 734    |
| 13   | LMP3    | 74  | Riley Motorsports                      | Kay van Berlo Michael Cooper Felipe Fraga Gar Robinson            | Ligier JS P320                    | M      | 723    |
| 13   | LMP3    | 74  | Riley Motorsports                      | Kay van Berlo Michael Cooper Felipe Fraga Gar Robinson            | Nissan VK56DE 5.6 L V8            | M      | 723    |
| 14   | DPi     | 01  | Cadillac Racing                        | Sébastien Bourdais Scott Dixon Álex Palou Renger van der Zande    | Cadillac DPi-V.R                  | M      | 722    |
| 14   | DPi     | 01  | Cadillac Racing                        | Sébastien Bourdais Scott Dixon Álex Palou Renger van der Zande    | Cadillac 5.5 L V8                 | M      | 722    |
| 15   | LMP3    | 33  | Sean Creech Motorsport                 | João Barbosa Malte Jakobsen Sebastian Priaulx Lance Willsey       | Ligier JS P320                    | M      | 722    |
| 15   | LMP3    | 33  | Sean Creech Motorsport                 | João Barbosa Malte Jakobsen Sebastian Priaulx Lance Willsey       | Nissan VK56DE 5.6 L V8            | M      | 722    |
| 16   | LMP3    | 54  | CORE Autosport                         | Jon Bennett Colin Braun Niclas Jönsson George Kurtz               | Ligier JS P320                    | M      | 721    |
| 16   | LMP3    | 54  | CORE Autosport                         | Jon Bennett Colin Braun Niclas Jönsson George Kurtz               | Nissan VK56DE 5.6 L V8            | M      | 721    |
| 17   | LMP3    | 36  | Andretti Autosport                     | Jarett Andretti Josh Burdon Gabriel Chaves Rasmus Lindh           | Ligier JS P320                    | M      | 719    |
| 17   | LMP3    | 36  | Andretti Autosport                     | Jarett Andretti Josh Burdon Gabriel Chaves Rasmus Lindh           | Nissan VK56DE 5.6 L V8            | M      | 719    |
| 18   | GTD Pro | 9   | Pfaff Motorsports                      | Matt Campbell Mathieu Jaminet Felipe Nasr                         | Porsche 911 GT3 R                 | M      | 711    |
| 18   | GTD Pro | 9   | Pfaff Motorsports                      | Matt Campbell Mathieu Jaminet Felipe Nasr                         | Porsche MA1.76/MDG.G 4.0 L Flat 6 | M      | 711    |
| 19   | GTD Pro | 62  | Risi Competizione                      | James Calado Alessandro Pier Guidi Davide Rigon Daniel Serra      | Ferrari 488 GT3 Evo 2020          | M      | 711    |
| 19   | GTD Pro | 62  | Risi Competizione                      | James Calado Alessandro Pier Guidi Davide Rigon Daniel Serra      | Ferrari F154CB 3.9 L Turbo V8     | M      | 711    |
| 20   | GTD Pro | 2   | KCMG                                   | Alexandre Imperatori Dennis Olsen Patrick Pilet Laurens Vanthoor  | Porsche 911 GT3 R                 | M      | 711    |
| 20   | GTD Pro | 2   | KCMG                                   | Alexandre Imperatori Dennis Olsen Patrick Pilet Laurens Vanthoor  | Porsche MA1.76/MDG.G 4.0 L Flat 6 | M      | 711    |
| 21   | GTD Pro | 14  | VasserSullivan                         | Ben Barnicoat Jack Hawksworth Kyle Kirkwood                       | Lexus RC F GT3                    | M      | 711    |
| 21   | GTD Pro | 14  | VasserSullivan                         | Ben Barnicoat Jack Hawksworth Kyle Kirkwood                       | Toyota 2UR 5.0 L V8               | M      | 711    |
| 22   | GTD Pro | 15  | Proton USA                             | Patrick Assenheimer Austin Cindric Dirk Müller                    | Mercedes-AMG GT3 Evo              | M      | 709    |
| 22   | GTD Pro | 15  | Proton USA                             | Patrick Assenheimer Austin Cindric Dirk Müller                    | Mercedes-AMG M159 6.2 L V8        | M      | 709    |
| 23   | GTD     | 16  | Wright Motorsports                     | Ryan Hardwick Jan Heylen Richard Lietz Zacharie Robichon          | Porsche 911 GT3 R                 | M      | 707    |
| 23   | GTD     | 16  | Wright Motorsports                     | Ryan Hardwick Jan Heylen Richard Lietz Zacharie Robichon          | Porsche MA1.76/MDG.G 4.0 L Flat 6 | M      | 707    |
| 24   | GTD     | 44  | Magnus Racing                          | Jonathan Adam Andy Lally John Potter Spencer Pumpelly             | Aston Martin Vantage AMR GT3      | M      | 707    |
| 24   | GTD     | 44  | Magnus Racing                          | Jonathan Adam Andy Lally John Potter Spencer Pumpelly             | Aston Martin 4.0 L Turbo V8       | M      | 707    |
| 25   | GTD     | 32  | Gilbert Korthoff Motorsports           | Scott Andrews James Davison Stevan McAleer Mike Skeen             | Mercedes-AMG GT3 Evo              | M      | 707    |
| 25   | GTD     | 32  | Gilbert Korthoff Motorsports           | Scott Andrews James Davison Stevan McAleer Mike Skeen             | Mercedes-AMG M159 6.2 L V8        | M      | 707    |
| 26   | GTD     | 21  | AF Corse                               | Luis Pérez Companc Simon Mann Nicklas Nielsen Toni Vilander       | Ferrari 488 GT3 Evo 2020          | M      | 707    |
| 26   | GTD     | 21  | AF Corse                               | Luis Pérez Companc Simon Mann Nicklas Nielsen Toni Vilander       | Ferrari F154CB 3.9 L Turbo V8     | M      | 707    |
| 27   | GTD     | 70  | Inception Racing                       | Brendan Iribe Ollie Millroy Jordan Pepper Frederik Schandorff     | McLaren 720S GT3                  | M      | 705    |
| 27   | GTD     | 70  | Inception Racing                       | Brendan Iribe Ollie Millroy Jordan Pepper Frederik Schandorff     | McLaren M840T 4.0 L Turbo V8      | M      | 705    |
| 28   | GTD     | 57  | Winward Racing                         | Lucas Auer Philip Ellis Mikaël Grenier Russell Ward               | Mercedes-AMG GT3 Evo              | M      | 699    |
| 28   | GTD     | 57  | Winward Racing                         | Lucas Auer Philip Ellis Mikaël Grenier Russell Ward               | Mercedes-AMG M159 6.2 L V8        | M      | 699    |
| 29   | GTD Pro | 3   | Corvette Racing                        | Nick Catsburg Antonio García Jordan Taylor                        | Chevrolet Corvette C8.R GTD       | M      | 698    |
| 29   | GTD Pro | 3   | Corvette Racing                        | Nick Catsburg Antonio García Jordan Taylor                        | Chevrolet 5.5 L V8                | M      | 698    |
| 30   | GTD Pro | 25  | BMW Team RLL                           | John Edwards Augusto Farfus Jesse Krohn Connor De Phillippi       | BMW M4 GT3                        | M      | 698    |
| 30   | GTD Pro | 25  | BMW Team RLL                           | John Edwards Augusto Farfus Jesse Krohn Connor De Phillippi       | BMW S58B30T0 3.0 L Twin Turbo I6  | M      | 698    |
| 31   | GTD     | 64  | Team TGM                               | Ted Giovanis Hugh Plumb Matt Plumb Owen Trinkler                  | Porsche 911 GT3 R                 | M      | 697    |
| 31   | GTD     | 64  | Team TGM                               | Ted Giovanis Hugh Plumb Matt Plumb Owen Trinkler                  | Porsche MA1.76/MDG.G 4.0 L Flat 6 | M      | 697    |
| 32   | LMP3    | 13  | AWA                                    | Matthew Bell Orey Fidani Lars Kern Kuno Wittmer                   | Duqueine M30 - D08                | M      | 695    |
| 32   | LMP3    | 13  | AWA                                    | Matthew Bell Orey Fidani Lars Kern Kuno Wittmer                   | Nissan VK56DE 5.6 L V8            | M      | 695    |
| 33   | GTD     | 71  | T3 Motorsport North America            | Misha Goikhberg Mateo Llarena Maximilian Paul Franck Perera       | Lamborghini Huracán GT3 Evo       | M      | 692    |
| 33   | GTD     | 71  | T3 Motorsport North America            | Misha Goikhberg Mateo Llarena Maximilian Paul Franck Perera       | Lamborghini 5.2 L V10             | M      | 692    |
| 34   | GTD     | 27  | Heart of Racing Team                   | Roman De Angelis Tom Gamble Ian James Darren Turner               | Aston Martin Vantage AMR GT3      | M      | 688    |
| 34   | GTD     | 27  | Heart of Racing Team                   | Roman De Angelis Tom Gamble Ian James Darren Turner               | Aston Martin 4.0 L Turbo V8       | M      | 688    |
| 35   | LMP3    | 26  | Mühlner Motorsports America            | Charles Crews Cameron Shields Nolan Siegel Ugo de Wilde           | Duqueine M30 - D08                | M      | 681    |
| 35   | LMP3    | 26  | Mühlner Motorsports America            | Charles Crews Cameron Shields Nolan Siegel Ugo de Wilde           | Nissan VK56DE 5.6 L V8            | M      | 681    |
| 36   | GTD Pro | 79  | WeatherTech Racing                     | Julien Andlauer Matteo Cairoli Cooper MacNeil Alessio Picariello  | Porsche 911 GT3 R                 | M      | 673    |
| 36   | GTD Pro | 79  | WeatherTech Racing                     | Julien Andlauer Matteo Cairoli Cooper MacNeil Alessio Picariello  | Porsche MA1.76/MDG.G 4.0 L Flat 6 | M      | 673    |
| 37   | GTD     | 99  | Team Hardpoint                         | Nick Boulle Rob Ferriol Katherine Legge Stefan Wilson             | Porsche 911 GT3 R                 | M      | 672    |
| 37   | GTD     | 99  | Team Hardpoint                         | Nick Boulle Rob Ferriol Katherine Legge Stefan Wilson             | Porsche MA1.76/MDG.G 4.0 L Flat 6 | M      | 672    |
| 38   | GTD     | 19  | TR3 Racing                             | Giacomo Altoè John Megrue Jeff Segal Bill Sweedler                | Lamborghini Huracán GT3 Evo       | M      | 669    |
| 38   | GTD     | 19  | TR3 Racing                             | Giacomo Altoè John Megrue Jeff Segal Bill Sweedler                | Lamborghini 5.2 L V10             | M      | 669    |
| 39   | GTD     | 98  | Northwest AMR                          | Charlie Eastwood Paul Dalla Lana David Pittard Nicki Thiim        | Aston Martin Vantage AMR GT3      | M      | 667    |
| 39   | GTD     | 98  | Northwest AMR                          | Charlie Eastwood Paul Dalla Lana David Pittard Nicki Thiim        | Aston Martin 4.0 L Turbo V8       | M      | 667    |
| 40   | GTD Pro | 24  | BMW Team RLL                           | Philipp Eng Sheldon van der Linde Marco Wittmann Nick Yelloly     | BMW M4 GT3                        | M      | 665    |
| 40   | GTD Pro | 24  | BMW Team RLL                           | Philipp Eng Sheldon van der Linde Marco Wittmann Nick Yelloly     | BMW S58B30T0 3.0 L Twin Turbo I6  | M      | 665    |
| 41   | LMP2    | 11  | PR1/Mathiasen Motorsports              | Jonathan Bomarito Josh Pierson Steven Thomas Harry Tincknell      | Oreca 07                          | M      | 663    |
| 41   | LMP2    | 11  | PR1/Mathiasen Motorsports              | Jonathan Bomarito Josh Pierson Steven Thomas Harry Tincknell      | Gibson GK428 4.2 L V8             | M      | 663    |
| 42   | GTD     | 66  | Gradient Racing                        | Till Bechtolsheimer Mario Farnbacher Marc Miller Kyffin Simpson   | Acura NSX GT3 Evo22               | M      | 659    |
| 42   | GTD     | 66  | Gradient Racing                        | Till Bechtolsheimer Mario Farnbacher Marc Miller Kyffin Simpson   | Acura 3.5 L Turbo V6              | M      | 659    |
| 43   | GTD     | 47  | Cetilar Racing                         | Antonio Fuoco Roberto Lacorte Alessio Rovera Giorgio Sernagiotto  | Ferrari 488 GT3 Evo 2020          | M      | 652    |
| 43   | GTD     | 47  | Cetilar Racing                         | Antonio Fuoco Roberto Lacorte Alessio Rovera Giorgio Sernagiotto  | Ferrari F154CB 3.9 L Turbo V8     | M      | 652    |
| 44   | GTD     | 12  | VasserSullivan                         | Townsend Bell Richard Heistand Frankie Montecalvo Aaron Telitz    | Lexus RC F GT3                    | M      | 634    |
| 44   | GTD     | 12  | VasserSullivan                         | Townsend Bell Richard Heistand Frankie Montecalvo Aaron Telitz    | Toyota 2UR 5.0 L V8               | M      | 634    |
| 45   | GTD Pro | 4   | Corvette Racing                        | Tommy Milner Marco Sørensen Nick Tandy                            | Chevrolet Corvette C8.R GTD       | M      | 626    |
| 45   | GTD Pro | 4   | Corvette Racing                        | Tommy Milner Marco Sørensen Nick Tandy                            | Chevrolet 5.5 L V8                | M      | 626    |
| DNF  | LMP3    | 38  | Performance Tech Motorsports           | Hikaru Abe Garett Grist Daniel Goldburg Nico Pino                 | Ligier JS P320                    | M      | 588    |
| DNF  | LMP3    | 38  | Performance Tech Motorsports           | Hikaru Abe Garett Grist Daniel Goldburg Nico Pino                 | Nissan VK56DE 5.6 L V8            | M      | 588    |
| DNF  | LMP2    | 69  | G-Drive Racing with APR                | James Allen John Falb Luca Ghiotto Tijmen van der Helm            | Aurus 01                          | M      | 556    |
| DNF  | LMP2    | 69  | G-Drive Racing with APR                | James Allen John Falb Luca Ghiotto Tijmen van der Helm            | Gibson GK428 4.2 L V8             | M      | 556    |
| DNF  | GTD     | 42  | NTE Sport                              | Jaden Conwright Benjamin Hites Markus Palttala Don Yount          | Lamborghini Huracán GT3 Evo       | M      | 524    |
| DNF  | GTD     | 42  | NTE Sport                              | Jaden Conwright Benjamin Hites Markus Palttala Don Yount          | Lamborghini 5.2 L V10             | M      | 524    |
| DNF  | GTD Pro | 97  | WeatherTech Racing                     | Maro Engel Jules Gounon Daniel Juncadella Cooper MacNeil          | Mercedes-AMG GT3 Evo              | M      | 487    |
| DNF  | GTD Pro | 97  | WeatherTech Racing                     | Maro Engel Jules Gounon Daniel Juncadella Cooper MacNeil          | Mercedes-AMG M159 6.2 L V8        | M      | 487    |
| DNF  | LMP3    | 7   | Forty7 Motorsports                     | Antoine Doquin Trenton Estep Mark Kvamme Austin McCusker          | Duqueine M30 - D08                | M      | 425    |
| DNF  | LMP3    | 7   | Forty7 Motorsports                     | Antoine Doquin Trenton Estep Mark Kvamme Austin McCusker          | Nissan VK56DE 5.6 L V8            | M      | 425    |
| DNF  | GTD Pro | 63  | TR3 Racing                             | Mirko Bortolotti Andrea Caldarelli Rolf Ineichen Marco Mapelli    | Lamborghini Huracán GT3 Evo       | M      | 400    |
| DNF  | GTD Pro | 63  | TR3 Racing                             | Mirko Bortolotti Andrea Caldarelli Rolf Ineichen Marco Mapelli    | Lamborghini 5.2 L V10             | M      | 400    |
| DNF  | LMP3    | 6   | Mühlner Motorsports America            | Efrin Castro Mortiz Kranz Joel Miller Ayrton Ori                  | Duqueine M30 - D08                | M      | 363    |
| DNF  | LMP3    | 6   | Mühlner Motorsports America            | Efrin Castro Mortiz Kranz Joel Miller Ayrton Ori                  | Nissan VK56DE 5.6 L V8            | M      | 363    |
| DNF  | GTD     | 39  | CarBahn with Peregine Racing           | Corey Lewis Robert Megennis Sandy Mitchell Jeff Westphal          | Lamborghini Huracán GT3 Evo       | M      | 349    |
| DNF  | GTD     | 39  | CarBahn with Peregine Racing           | Corey Lewis Robert Megennis Sandy Mitchell Jeff Westphal          | Lamborghini 5.2 L V10             | M      | 349    |
| DNF  | LMP2    | 20  | High Class Racing                      | Dennis Andersen Anders Fjordbach Nico Müller Fabio Scherer        | Oreca 07                          | M      | 345    |
| DNF  | LMP2    | 20  | High Class Racing                      | Dennis Andersen Anders Fjordbach Nico Müller Fabio Scherer        | Gibson GK428 4.2 L V8             | M      | 345    |
| DNF  | LMP2    | 18  | Era Motorsport                         | Paul-Loup Chatin Ryan Dalziel Dwight Merriman Kyle Tilley         | Oreca 07                          | M      | 718    |
| DNF  | LMP2    | 18  | Era Motorsport                         | Paul-Loup Chatin Ryan Dalziel Dwight Merriman Kyle Tilley         | Gibson GK428 4.2 L V8             | M      | 718    |
| DNF  | GTD     | 96  | Turner Motorsport                      | Bill Auberlen Michael Dinan Robby Foley Jens Klingmann            | BMW M4 GT3                        | M      | 280    |
| DNF  | GTD     | 96  | Turner Motorsport                      | Bill Auberlen Michael Dinan Robby Foley Jens Klingmann            | BMW S58B30T0 3.0 L Twin Turbo I6  | M      | 280    |
| DNF  | GTD     | 59  | Crucial Motorsports                    | Lance Bergstein Patrick Gallagher Paul Holton Jon Miller          | McLaren 720S GT3                  | M      | 263    |
| DNF  | GTD     | 59  | Crucial Motorsports                    | Lance Bergstein Patrick Gallagher Paul Holton Jon Miller          | McLaren M840T 4.0 L Turbo V8      | M      | 263    |
| DNF  | GTD     | 28  | Alegra Motorsports                     | Maximilian Götz Linus Lundqvist Daniel Morad Michael de Quesada   | Mercedes-AMG GT3 Evo              | M      | 181    |
| DNF  | GTD     | 28  | Alegra Motorsports                     | Maximilian Götz Linus Lundqvist Daniel Morad Michael de Quesada   | Mercedes-AMG M159 6.2 L V8        | M      | 181    |
| DNF  | GTD Pro | 23  | Heart of Racing Team                   | Ross Gunn Maxime Martin Alex Riberas                              | Aston Martin Vantage AMR GT3      | M      | 103    |
| DNF  | GTD Pro | 23  | Heart of Racing Team                   | Ross Gunn Maxime Martin Alex Riberas                              | Aston Martin 4.0 L Turbo V8       | M      | 103    |
| DNF  | GTD     | 75  | SunEnergy1                             | Kenny Habul Raffaele Marciello Fabian Schiller Luca Stolz         | Mercedes-AMG GT3 Evo              | M      | 101    |
| DNF  | GTD     | 75  | SunEnergy1                             | Kenny Habul Raffaele Marciello Fabian Schiller Luca Stolz         | Mercedes-AMG M159 6.2 L V8        | M      | 101    |
| DNF  | GTD     | 34  | GMG Racing                             | Klaus Bachler Jeroen Bleekemolen James Sofronas Kyle Washington   | Porsche 911 GT3 R                 | M      | 88     |
| DNF  | GTD     | 34  | GMG Racing                             | Klaus Bachler Jeroen Bleekemolen James Sofronas Kyle Washington   | Porsche MA1.76/MDG.G 4.0 L Flat 6 | M      | 88     |

1962 · 1963 · 1964 · 1965 · 1966 · 1967 · 1968 · 1969 · 1970 · 1971 · 1972 · 1973 · 1974 · 1975 · 1976 · 1977 · 1978 · 1979 · 1980 · 1981 · 1982 · 1983 · 1984 · 1985 · 1986 · 1987 · 1988 · 1989 · 1990 · 1991 · 1992 · 1993 · 1994 · 1995 · 1996 · 1997 · 1998 · 1999 · 2000 · 2001 · 2002 · 2003 · 2004 · 2005 · 2006 · 2007 · 2008 · 2009 · 2010 · 2011 · 2012 · 2013 · 2014 · 2015 · 2016 · 2017 · 2018 · 2019 · 2020 · 2021 · 2022 · 2023 · 2024 · 2025